# 滲氮

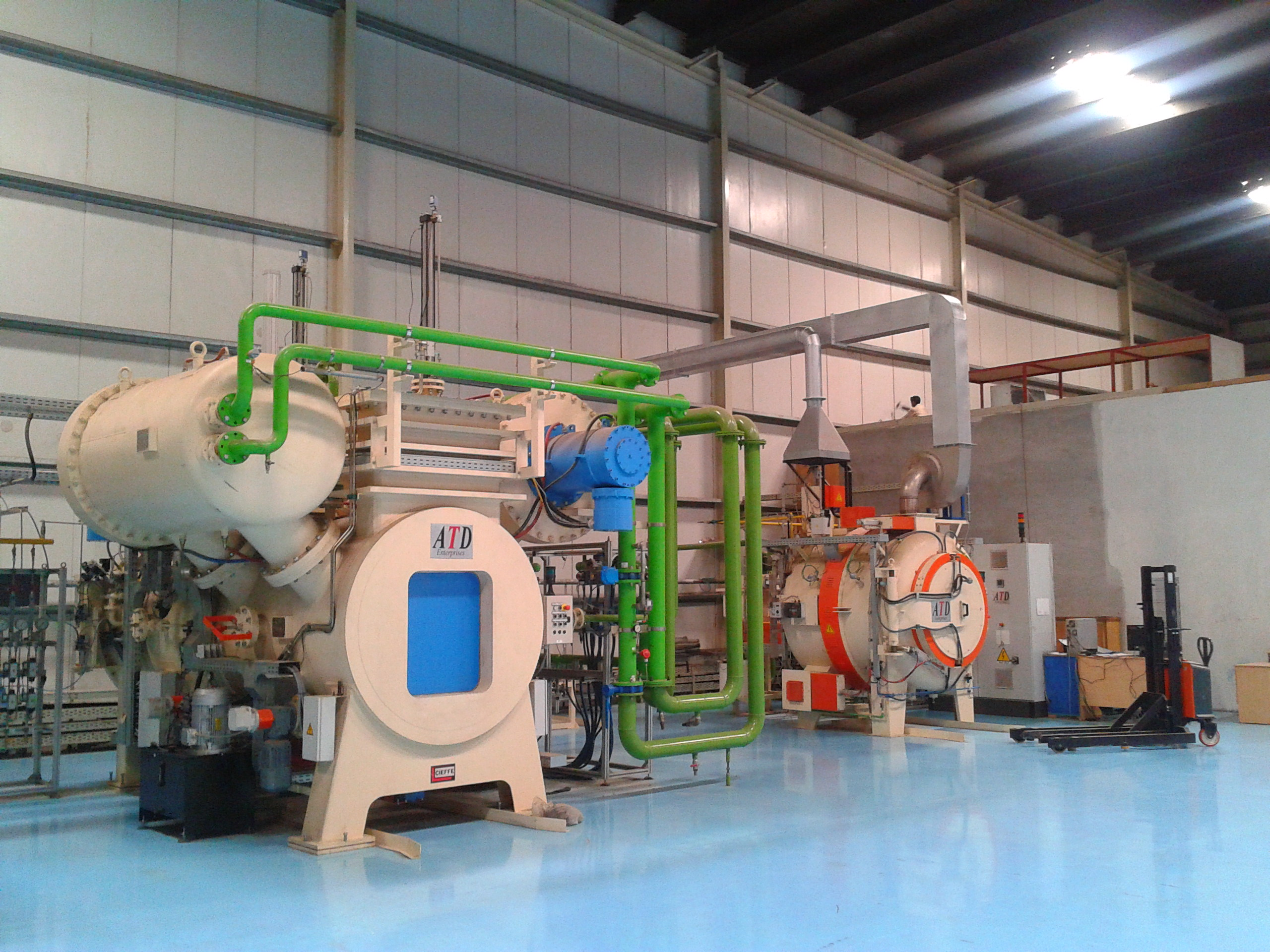
現代化的加溫爐，可以進行金屬滲氮

滲氮（Nitriding）也稱為氮化，是金屬的热处理製程，將氮扩散到金屬表面，以形成硬化的表面.滲氮製程最常用在低碳鋼、低合金鋼上，也會用在中碳鋼或高碳鋼、含钛、铝、钼等合金鋼上。2015年時，已用滲氮來產生獨特的二元微結構（马氏体-奥氏体，奥氏体-肥粒鐵），這些結構具有強化的機械性質
。
典型的齿轮、曲轴、凸轮轴、凸輪從動件、閥門、擠型螺絲、壓鑄工具、鍛造模具、擠壓、消防設備、塑膠模塑工具。

## 製程
滲氮製程是依照加氮的介質來命名。主要可以分為三種：氣體滲氮、鹽浴滲氮及電漿滲氮。

### 氣體滲氮
氣體滲氮的加氮介質是富含氮的氣體，多半是氨（NH3），因此有時也稱為氨滲氮（ammonia nitriding）。氨和加熱的工件表面接觸時，氨會分解為氮及氫。氮會滲透到工件表層，形成氮化層。在一世紀之前就已有此一製程，但最近數十年才比較多的探討其中的熱力學及反應動力學。近來的研究已產生可以準確控制的製程。可以選擇氮化層的厚度，以及其中的相組成，也可以針對所需要的特殊性質進行製程的最佳化。
氣體滲氮的優點有：
- 透過控制外圍含氮氣體中，氮氣及氧氣的流率，可以確準的控制氮氣的化學能。
- 所有表面都有滲氮的效果（相較於電漿滲氮，但可能會是缺點）
- 可以大批量的製程。限制因素是氣化爐的尺寸以及氣體流率
- 透過現代電腦化的控制含氮氣體，可以精密控制滲氮的效果
- 設備成本較低（尤其是和電漿滲氮比較）

氣體滲氮的缺點有：
- 其反應動力學會大幅受到表面條件的影響：若表面有油，或是被切削液污染，滲氮效果就會很差。
- 若是處理高含鉻的鋼，有時需要表面活化（surface activation），可以和電漿滲氮中的濺鍍（sputtering）相比較。
- 作為滲氮介質的氨：雖然沒有毒性，但若大量吸入氣體，仍然會造成傷害。而且在加熱時，若其中含有氧氣，需謹慎處理，以降低爆炸的風險。

### 鹽浴滲氮
鹽浴滲氮的富氮介質是含氮的鹽類，例如氮化物。這種鹽也會釋放碳到工件的表面，因此也是滲氮碳化。在滲氮碳化使用的溫度約是550至570 °C。鹽浴滲氮的好處是相較於其他方式，此方式可以在相同時間內有較高的滲透量。
鹽浴滲氮的優點有：
- 處理快速：大約四小時即可完成。
- 程序簡單：讓鹽浴的鹽淹沒工件，加熱到一定時間即可。nspired.

缺點是：
- 鹽浴的鹽有高毒性。西方國家對於鹽浴鹽的棄置有嚴格的環境法律要求，因此增加了鹽浴的成本。這也是這數十年來已不再使用鹽浴的原因。
- 每一種特定種類的鹽只適合用於一種製程，因為氮的活性是由鹽類決定的，只適合一種製程。

### 電漿滲氮
電漿滲氮也稱為離子滲氮、電漿離子滲氮、輝光放電滲氮，是工業上針對金屬材料進行表面硬化的方式。
在電漿滲氮時，氮介質的反應能力不是由溫度決定，而是由氣體的離子態決定。此技術中會用高電場使要氮化工件表面的氣體產生離子化的分子。這種高反應性的氣體伴隨著離子化的分子，稱為電漿，此製程因此稱為電漿滲氮。電漿滲氮用的氣體一般是純氮氣，因此不需要自發性的分解（像使用氨的氣體滲氮就需要分解）。有用電漿炬產生的熱電漿，用在金屬切割、焊接、金屬包覆及噴塗上。也有在真空腔體或是低压强條件產生的冷電漿。
鋼在電漿滲氮的效果最好。此製程可以針對滲氮的微結構進行精細的控制，可以讓滲氮產生化合物層，或是不要化合物層。不但強化下了金屬部份的性能，也增加了工件的壽命、應力限及疲勞強度。例如沃斯田鋼不锈鋼的機械性質（例如耐磨程度）可以顯著提昇，工具鋼的表面硬度也可以加倍。
電漿滲氮後的工件一般就可以使用了，不需加工或是其他滲氮後的製程。此製程對使用者很友善，作業很快，節省能源，而且變形量不大，或甚至不會變形。
此製程是由德國的Bernhardt Berghaus博士所發明。後來在1960年代，Klockner集團採用了此一技術，電漿滲氮法也開始廣為在世界各地使用。
電漿滲氮常會和物理气相沉积（PVD）製程結合，稱為複合處理（Duplex Treatment），而且有增強性的效果。許多使用者會在最後一個步驟讓工件表面有電漿氧化層，產生光滑的黑色氧化層，可以抗腐蝕及抗磨損。
電漿滲氮的氮離子是因為電漿而產生，和氣體滲氮及鹽浴滲氮不同，電漿滲氮的效率不受溫度的影響。電漿滲氮的工作溫度範圍很廣，從260 °C到超過600 °C的溫度範圍。例如在中等溫度（例如420 °C），可以對不锈鋼進行滲氮，不會形成氮化鉻的析出，因此可以維持不锈鋼抗蝕的特性。
在電漿滲氮製程中，一般會用氮氣N2作為富含氮的介質。有時也會用氫氣或是氬氣等氣體。在滲氮之前，可以在加熱工件時用氫氣或是氬氣，清潔要滲氮的表面。此清潔程序可以有效的移除表面的氧化層，或是表面可能會殘留的薄層溶劑。也有助於電漿製程的熱穩定性，因為在預熱工件時就已經有電漿進行加熱，因此只要到達製程需要的溫度，就可以開始進行滲氮，不會有太大的熱能變化。在滲氮製程中也會加入氫氣H2，使表面不會有氧化層。可以用分析滲氮工件的表面來檢測此效果。

## 適合滲氮的材料
容易滲氮的鋼材包括有SAE 4100、4300、5100、6100、8600、8700、9300及9800系列，英國航空品質鋼等級的BS 4S 106、BS 3S 132、905M39（EN41B）、不锈鋼、部份工具鋼（例如H13和P20）及部份的鑄鐵。理想上，適合滲氮的鋼需在硬化及回火條件下，讓滲氮時的溫度比最後一次的回火溫度要低，最好有表面處理。
在滲氮後應磨除少量表面，以維持其表面硬度。
適合滲氮的合金鋼是鋼中有些元素會和氮形成氮化物元素，這些元素有鋁、铬、鉬及鈦。

## 歷史
自從1920年代起，就開始有關氮對鋼鐵表面性質影響的系統性研究。德國和美國都有有關氣體滲氮的研究。德國相當重視此一研究，想要針對許多等級的鋼進行滲氮，即為所謂的滲氮鋼（nitriding steel）。美國對滲氮的接受度不高。在第二次世界大戰後，从歐洲重新引入此一技術。最近數十年有許多研究是在瞭解滲氮過程中的熱力學以及動態機制。

## 延伸閱讀
- Chatterjee-Fischer, Ruth.  [Heat treatment of ferrous materials: nitriding and nitrocarburising] 2nd. Expert-Verlag. 1995. ISBN 3-8169-1092-0 （德语）.
- Chattopadhyay, Ramnarayan. . . Berlin: Springer. 2004: 90–94. ISBN 1-4020-7696-7.
- Pye, David. . ASM太平洋. 2003. ISBN 978-0871707918.

## 外部連結
- . United States Department of Defense. 7 Jun 1971  [2020-02-29]. （原始内容存档于2019-08-29）.
- An Introduction to Nitriding （页面存档备份，存于）